# Sinoe
El comtat de Sinoe és un dels quinze comtats que componen la subdivisió interna principal de Libèria. Posseeix com a capital a la ciutat de Greenville. El comtat de Sinoe és popular per ser posseïdor del Sapo National Park (Parc Nacional Sapo), un parc nacional molt important de Libèria. Té una superfície de 10.137 km², que en termes d'extensió és similar a la del Líban. Té 102.391 habitants (segons xifres del cens dut a terme l'any 2008). Per tant, la seva densitat poblacional és de 10.4 habitants per cada quilòmetre quadrat del Comtat de Sinoe.

## Districtes
El comtat de Sinoe es subdivideix internament en els següents districtes:
- Butaw
- Dugbe River
- Greenville
- Jaedae Jaedepo
- Juarzon
- Kpayan
- Pyneston